# Magnetoszféra
A magnetoszféra egy égitestet körülvevő övezet, melyben az égitest mágneses tere befolyásolja a töltött részecskéket.
A mágneses erővonalak az égitest közelében hasonlítanak egy ideális mágneses dipólus által generált mágneses mezőhöz. Az égitest felszínétől távolodva az égitest által generált mágneses mező külső hatások miatt torzul; a Naprendszerben a napszél számít ilyen hatásnak. A Föld esetében a magnetoszférán általában az ionoszféra külső rétegeit értik, bár sok forrás különálló övezetekként tárgyalja a magnetoszférát és az ionoszférát.

## Kutatásának története
A Föld magnetoszférájának tanulmányozása 1600-ban kezdődött, amikor William Gilbert (1544–1603) angol fizikus, filozófus felfedezte, hogy egy kisméretű mágneses gömb (terella) hasonló mágneses tulajdonságokkal rendelkezik, mint a Föld. Az 1940-es években Walter M. Elsasser (1904–1991) amerikai fizikus megfogalmazta a dinamóelvet, ami szerint a folyékony vasötvözeteket tartalmazó rétegek mozgása hozza létre a Föld mágneses terét. Magnetométeres mérésekkel vizsgálta ezt a dinamóhatást.
A rakétatechnika fejlődésével több műhold is mérte a mágneses mezőt és a kozmikus sugarak hatását. Az első ilyen műhold az amerikai Explorer –1 volt. Az Explorer műholdak segítségével megfigyelték a Föld magnetoszférájának belső régióját képező úgynevezett Van Allen sugárzási övezetet, és így bizonyították a létezését. A napszélről Eugene Parker (1927–) amerikai asztrofizikus beszélt először, 1958-ban. 1961-ben, az Expolorer–12 missziója során hirtelen csökkenést mértek a mágneses mezőben, később ezt nevezték el magnetopauzának (plazmapauza). 1983-ban figyelték meg először a plazmafarok- (magnetofarok-) jelenséget, más néven a távoli mágneses mezőt.

## Típusai
A magnetoszféra szerkezete és viselkedése számos változótól függ: az égitest fajtájától, forgási idejétől, forgástengelyétől, a mágneses dipólusai tengelyétől, továbbá a plazma és a nyomaték természetétől, illetve a napszéltől.
Azt a távolságot, amely biztosítja, hogy az adott égitest ellenálljon a napszélnek, Chapman–Ferraro-távolságnak hívják. Ezt a következő egyenlet modellezi:
{\displaystyle R_{CF}=R_{P}\left({\frac {B_{surf}^{2}}{\mu _{0}\rho V_{SW}}}\right)^{\frac {1}{6}}}
– ahol
{\displaystyle R_{P}} az égitest sugara,
{\displaystyle B_{surf}} a mágneses mező az égitest felszínén, az egyenlítőjénél,
{\displaystyle V_{SW}} a napszél sebessége.
Belső („intrinsic”) magnetoszféráról beszélünk, ha {\displaystyle R_{CF}\ll R_{P}}, vagy más szóval ha a mágneses mező képviseli a napszéllel szembeni primer ellenállást. Belső magnetoszférája van a következő égitesteknek: Föld, Merkúr, Jupiter, Szaturnusz, Uránusz és Neptunusz.
A magnetoszféra gerjesztett (indukált), ha {\displaystyle R_{CF}\gg R_{P}}, vagy más szóval az égitest magnetoszférája nem áll ellen a napszélnek. Ebben az esetben a napszél kölcsönhatásba lép az égitest atmoszférájával vagy ionoszférájával, vagy ha nincs atmoszféra, akkor a felszínnel. A Vénusznak gerjesztett mágneses mezője van.
Ha {\displaystyle R{CF}\approx R_{P}}, a bolygónak és a mágneses terének is van szerepe. Lehetséges, hogy a Mars ebbe a típusba tartozik.

## Szerkezete
A magnetoszféra szerkezete nem mutat állandó formát, a különböző belső és külső hatások miatt folyamatosan változtatja az alakját. Ennek ellenére vannak jól megkülönböztethető régiói.

A magnetoszféra szerkezete: 1. perem, 2. burok, 3. magnetopauza, 4. plazmaszféraburok, 5. farok (északi lebeny), 6. farok (déli lebeny), 7. plazmaszféra

### Külső perem
Ez a régió a magnetoszféra és a környező közeg közötti határ. Csillagoknál a csillagszelet és a csillagközi anyagot választja el egymástól, bolygóknál pedig az azokat érő napszél a magnetopauzához közelítve itt hirtelen veszít a sebességéből.

### Magnetoburok
A perem és a magnetopauza közötti rész. Nagyrészt a lelassult napszél alkotja, kismértékben pedig plazma: összességükben nagy energiafluxusú részecskék, rendezetlen mágneses teret képezve. Ennek fő oka, hogy a napszél gázokat tartalmaz, melyek termalizáción mennek keresztül. A burok párnaként működik, illetve interfészként, mely közvetíti a napszélből eredő nyomást a magnetoszféra határán.

### Magnetopauza
A magneto- vagy plazmapauza az a régió, ahol a napszélből eredő nyomás és a bolygó mágneses tere egyensúlyban van. Mivel mindkét tartomány tartalmaz plazmát, a kölcsönhatás nagyon komplex. A szerkezet függ a Mach-számtól, és a mágneses nyomás és a plazmanyomás arányától (béta). A magnetopauza folyamatosan változtatja az alakját, annak megfelelően, ahogy a napszél fluktuál.

### Magnetofarok
A magnetoszféra hosszú, a bolygótól induló kiterjedése az összenyomott mágneses mező másik oldalán. Két részből áll, egy északi és egy déli faroklebenyből; előbbi az égitest felé mutat, utóbbi pedig azzal ellentétes irányba. Ezek a lebenyek majdnem üresek, nagyon kevés töltött részecskével, melyek szembeállnak a napszéllel. A két lebenyt plazmalemez választja el, olyan régió, ahol a mágneses mező gyengébb, míg a töltött részecskék sűrűsége nagyobb.

## A Föld magnetoszférája

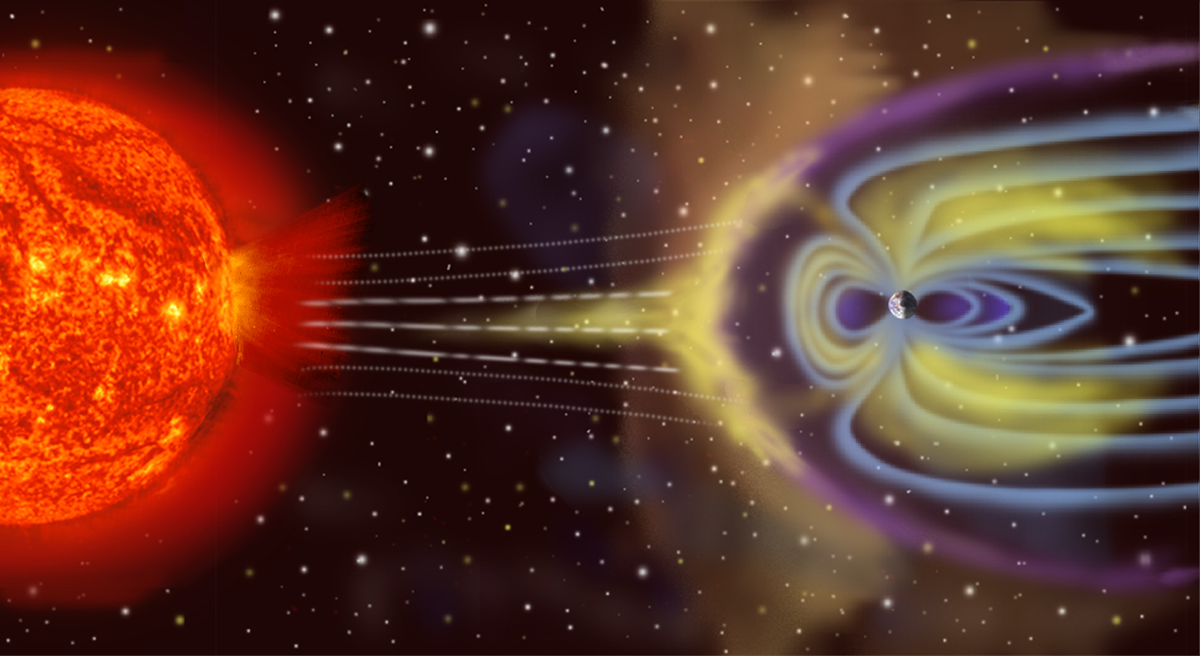
A Föld magnetoszférájának nem méretarányos, művészi ábrázolása

A napszél a napos oldalon összenyomja a mágneses mezőt, aminek az erővonalai az egyenlítő fölött, attól közel 65 000 km távolságra, majdnem vízszintesek, majd a magasabb földrajzi szélességek felé torzulva kapcsolódnak. A külső határperem közel 17 km vastag, és 90 000 km távol van a Föld felszínétől, míg a mező belső oldalán a magnetopauza néhány száz kilométer magasan helyezkedik el, és hálóhoz hasonlítható, mely egyes részecskéket beenged a napszélből. Ez mágneses átrendeződést okoz, amikor az erővonalak megtörnek, majd újrarendeződnek.
A Föld éjszakai oldalán a mágneses mező 6 300 000 kilométer hosszan terjed ki a magnetofarokban, ami a sarki fény elsődleges forrása.

## Más bolygók magnetoszférája
A Naprendszerben a Jupiter magnetoszférája a legnagyobb: 7 000 000 kilométer vastag a Nap felőli oldalon, az éjjeli oldalon pedig majdnem eléri a Szaturnuszt. Egy nagyságrenddel erősebb a Földénél, míg a mágneses nyomatéka közel 18 000-szer nagyobb.

## Fordítás
Ez a szócikk részben vagy egészben  a   Magnetosphere című angol Wikipédia-szócikk ezen változatának fordításán alapul.  Az eredeti cikk szerkesztőit annak laptörténete sorolja fel. Ez a jelzés csupán a megfogalmazás eredetét és a szerzői jogokat jelzi, nem szolgál a cikkben szereplő információk forrásmegjelöléseként.